# Die Matrone von Ephesus

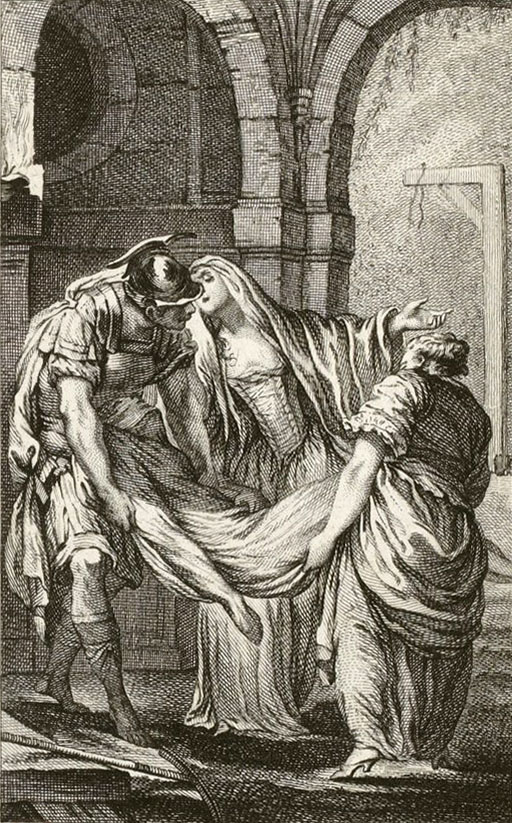
Contes et nouvelles en vers – La Matrone d’Éphèse

Die Matrone von Ephesus (französisch: La Matrone d’Éphèse) ist eine Verserzählung des französischen Dichters Jean de La Fontaine. Ursprünglich 1682 veröffentlicht, entstand sie jedoch mindestens ein Jahr zuvor.
Als Vorlage für sein „conte en vers“ verwendete er Petronius’ Die Witwe von Ephesus, deren Motiv von der weiblichen Treulosigkeit bereits viele andere Autoren der Weltliteratur verwendet hatten. Daher beginnt La Fontaine seine Version gleich mit der Frage, ob es ihm wohl gelingen würde, diese breitgetretene Erzählung noch einmal zu verjüngen. Wie auch in seinen Verserzählungen Belphégor und Die junge Witwe wird die Keuschheit der Protagonistinnen thematisiert, die sie wirkungsvoll durch Lamentieren einzusetzen versuchen; hier mit dem Vers: „Prudes, vous vous devez défier de vos forces./ Ne vous vantez de rien“ – was soviel bedeutet wie etwa: „Prüde, Ihr solltet euren Kräften nicht vertrauen, widerstehen zu können“.
La Fontaine, der häufig eindeutig didaktische Ziele vernachlässigte, veröffentlichte 1693 seine Erzählungen „La Matrone d’Éphèse“ und „Belphégor“ sowohl in seinen „Contes et Nouvelles“ als auch in seinen „Fables“. Damit hatte er ein Zeichen für die literarische Praxis gesetzt, die einen Überschneidungsbereich von conte und fable ausdrücklich kennt. Diese Annäherung von conte und fable setzt sich im 18. Jahrhundert fort.

## Inhalt
Eine besonders tugendhafte, keusche Matrone aus Ephesus beweinte in der Gruft ihren gerade erst verstorbenen Ehemann und wollte ebenfalls sterben. Bei ihr war ihre treuergebene Sklavin. Diese versuchte nach einer Weile ihre Herrin von dem Gedanken des Todes abzubringen, was ihr nicht gelang. Ein Soldat, der nachts in der Nähe Wache bei einigen gekreuzigten Dieben hielt, hörte das Wehklagen und kam in das hell erleuchtete Grabhaus. Als er den Grund der Trauer erfuhr, hielt er der Dame die Schönheit des Lebens im Diesseits vor Augen und sie hörte ihm zu. So kam er mehrere Tage des Nachts in die Gruft, während er tagsüber die Gekreuzigten bewachte. Die trauernde Witwe fand Trost in seinen Armen und machte ihn zu ihrem Ehemann (Elle écoute un Amant, elle en fait un Mari). Dann stellte der Soldat eines Morgens fest, dass einer der Gefangenen vom Kreuz befreit worden war, was für ihn als Wächter die Todesstrafe zur Folge haben sollte. Er wollte sich daher lieber gleich selbst töten, doch die Dienerin schlug vor, „ihren Leichnam“ auf das leere Kreuz zu nageln, der Unterschied würde den Passanten sicher nicht auffallen. Die Matrone willigte ein.
Der Fabulist entrüstete sich nur über das falsche Klagen der Frauen, nicht jedoch darüber, dass sie den Toten schändeten, da sie somit ein Menschenleben retteten (O volages femelles!/ La femme est toujours femme;/ il en est qui sont belles, Il en est qui ne le sont pas./ S’il en était d’assez fidèles, elles auraient assez d’appas.)

## Analyse und Moral
Seine Nacherzählung schließt La Fontaine zwar im Sinne Petronius’ mit der Lehre „Ein lebendiger Troßknecht ist mehr wert als ein begrabener Kaiser.“ Doch er formt die alte Geschichte zu einer neuen Parabel mit der Männermoral „la femme est toujours femme“ (also: Frau bleibt Frau) um und biegt augenzwinkernd die misogyne Tendenz um: Dass die Witwe ihren Entschluss ändert, stellt er als natürliche Reaktion und vernünftige Lösung dar – ein Triumph des Lebens über den Tod. Der Sieg kann als ein mehrfacher betrachtet werden: durch Essen und Trinken besiegt die Matrone ihre düstere Verzweiflung, die Liebe erzeugt neues Leben (die Vereinigung der Witwe mit der Wache), dann rettet sie dem Soldaten das Leben und verlässt mit ihm das Grab. Seit La Fontaines Bearbeitung wird diese Interpretation als Enthüllung veralteter Konventionen und als Zeugnis volkstümlicher Realistik genutzt. Die Witwe und der Soldat kehren bei La Fontaine in das Leben zurück, während sie bei Petron beide im Grab eingesperrt bleiben.